# عبد العظيم خضروف
عبد العظيم خضروف هو لاعب كرة قدم مغربي من مواليد 3 يناير 1985 بمدينة المحمدية، يشغل مركز وسط ميدان بنادي المغرب الرياضي الفاسي.

## ألقابه
منتخب المغرب لكرة القدم للمحليين.
- كأس العرب لكرة القدم
  - اللقب سنة 2012

| السنة | النادي          | اللقب                                   |
| ----- | --------------- | --------------------------------------- |
| 2012  | المغرب التطواني | بطل الدوري المغربي للمحترفين 2011/2012  |
| 2014  | المغرب التطواني | بطل الدوري المغربي لكرة القدم 2013-2014 |

## روابط خارجية
- Fiche d'Abdeladim Khadrouf sur footballdatabase.eu
- عبد العظيم خضروف على موقع الاتحاد الدولي (مؤرشف)  (الإنجليزية)
- عبد العظيم خضروف على موقع قاعدة بيانات كرة القدم.إي يو (الإنجليزية)
- عبد العظيم خضروف على موقع ناشيونال فوتبول تيمز (الإنجليزية)
- عبد العظيم خضروف على موقع Soccerway.com (الإنجليزية)
- عبد العظيم خضروف على موقع كووورة